# Meck Island
Meck Island är en ö i Marshallöarna.   Den ligger i kommunen Kwajalein, i den västra delen av Marshallöarna, 500 km nordväst om huvudstaden Majuro. Arean är 0,28 kvadratkilometer.
USA långtidshyr ön av Marshallöarna fram till år 2066 som en del av RTS Ronald Reagan Ballistic Missile Defense Test Site.
Terrängen på Meck Island är mycket platt. Öns högsta punkt är 15 meter över havet. Den sträcker sig 1,2 kilometer i nord-sydlig riktning, och 0,4 kilometer i öst-västlig riktning.